# Abscess (US-amerikanische Band)
Abscess (engl.: Abszess) war eine Death-Metal-Band aus Benicia, Kalifornien. Die Band kombinierte typischen Death Metal mit Punk und Grindcore.

## Geschichte
Die Band wurde 1994 von den Autopsy-Mitgliedern Freeway Migliore, Chris Reifert und Danny Coralles zusammen mit Clint Bower (Exmitglied von Hexx) gegründet. Ein Jahr nach Gründung lösten sich Autopsy auf.
Nach mehreren Demos erhielt man auf Relapse Records einen Plattenvertrag. Die erste Veröffentlichung war die Demokompilation Urine Junkies. Das Cover, das zeigt wie eine Spritze in einem Urinal aufgefüllt wird, fand seinen Weg nur in wenige Plattenläden. Die Tracks wurden überwiegend in ihrem Originalzustand belassen, so dass das Album im gesamten eher im Bereich Lo-Fi anzusiedeln ist. Am 24. September 1996 erschien dann ihr Debütalbum Seminal Vampires and Maggot Men. Nach der EP Throbbing Black Werebeast wurden sie von Relapse fallen gelassen.
1999 unterschrieb die Band bei Listenable Records, wo 2001 ihr Album Tormented erschien. Beim Aufnahmeprozess passierte dem Produzenten jedoch ein Missgeschick, so dass versehentlich die Masterbänder verloren gingen und das Album neu eingespielt wurde. 2002 folgte Through the Cracks of Death auf Peaceville Records. 2004 erschien ihr nächstes Album Damned and Mummified über Red Stream. Für Horrorhammer kehrten sie zurück zu Peaceville.
2010 erschien mit Dawn of Inhumanity das letzte Studioalbum  der Band  über Tyrant Syndicate Productions, dem Label von Nocturno Culto. Der Darkthrone-Sänger sowie sein Bandkollege Fenriz sind auf dem Album als Gäste zu hören. Im gleichen Jahr stieg Clint Bower aus persönlichen Gründen aus. Die Band löste sich anschließend auf. Im Anschluss wurde Autopsy reformiert.

## Seitenprojekte
Joe Allen spielte zeitweise unter dem Pseudonym „Kill“ bei der Black-Metal-Band VON. Die Band betrieb während Abscess auch die Gruppe Eat My Fuk mit Mitgliedern von Von. Eat My Fuk hatte eine Split-Veröffentlichung mit Abscess und einige eigene Veröffentlichungen. Musikalisch handelte es sich um Musik im Stile von GG Allin. Auch am Projekt The Ravenous waren alle drei Mitglieder beteiligt, außerdem Dan Lilker und Killjoy (Necrophagia). Daneben führte Chris Reifert noch weitere Projekte.

## Stil
Musikalisch setzte Abscess den mit Autopsy eingeschlagenen Weg fort: Death Metal mit starken Einflüssen aus dem Hardcore Punk und dem Grindcore. Dazu kommen einige Passagen, die dem Doom Metal zuzuordnen sind. Der Musikstil änderte sich im Laufe der Zeit kaum. Die Texte der Band behandeln vorwiegend Splatter- und Gore-Themen.

## Diskografie

### Alben
- 1996: Seminal Vampires and Maggot Men (Relapse Records)
- 2000: Tormented (Listenable Records)
- 2002: Through the Cracks of Death (Peaceville Records)
- 2004: Damned and Mummified (Red Stream)
- 2007: Horrorhammer (Peaceville Records)
- 2010: Dawn of Inhumanity (Tyrant Syndicate Productions)

### Kompilationen
- 1995: Urine Junkies (Relapse Records)
- 2004: Thirst for Blood, Hunger for Flesh (Necroharmonic Productions)
- 2013: Bourbon, Blood and Butchery (Aphelion Productions)

### Split-Veröffentlichungen
- 2001: Split-10’’ mit Deranged (Listenable Records)
- 2001: Split-CD mit Machetazo (Ironia Records)
- 2005: Split-CD mit Bloodred Bacteria (Bestial Burst)
- 2007: Raw, Sick and Filthy Noise (Split-7’’ mit Eat My Fuk/Rivot Rag Records)
- 2008: Split-CD mit Bonesaw (Aphelion Productions)
- 2009: Split-CDr mit Population Reduction (Tankcrimes)

### EPs
- 1998: Throbbing Black Werebeast (7’’, Relapse Records)

### Demos
- 1994: Abscess
- 1994: Raw, Sick and Brutal Noize
- 1995: Crawled Up from the Sewer
- 1995: Filthy Fucking Freaks
- 1998: Open Wound